# Ilmin Dvor
Ilmin Dvor is een plaats in de gemeente Čađavica in de Kroatische provincie Virovitica-Podravina. De plaats telt 96 inwoners (2001).